# 근명중학교
근명중학교(槿明中學校)는 대한민국 경기도 안양시 만안구 안양동에 있는 사립 중학교이다.

## 학교 연혁
- 1962년 3월 14일 : 재단법인 “근명학교” 설립인가
- 1962년 3월 14일 : 초대 이사장 사태현 선생 취임
- 1962년 3월 17일 : 근명중학교 설립인가 (각 학년 2학급)
- 1963년 3월 10일 : 초대 교장 이종범 선생 취임
- 1972년 9월 1일 : 본관 7교실 증축
- 1973년 3월 1일 : “근명여자중학교” 로 교명 변경
- 1986년 10월 15일 : 별관 9교실 증축
- 1993년 9월 4일 : 제4대 이사장 김종규 선생 취임
- 2004년 3월 1일 : 5층 40개 교실 신건물로 이전
- 2006년 5월 1일 : 특별교실 신축 (시청각실, 도서실, 과학실)
- 2009년 3월 1일 : 남녀공학 전환
- 2009년 3월 1일 : 2학급 감축(1학년 8학급 남녀합반, 2학년 7학급, 3학년 10학급) 총 25학급
- 2022년 3월 1일 : 제15대 교장 윤광섭 선생 취임
- 2024년 3월 1일 : 총 21학급 편성(1학년 6학급, 2학년 8학급, 3학년 7학급)

## 참고 자료
- 근명중학교 - 한국교육학술정보원 학교알리미